# 遠藤孝
遠藤孝（えんどう たかし、1930年8月5日 - ）は、日本の会計学者、駒澤大学名誉教授。

## 略歴
東京生まれ。法政大学大学院社会科学研究科博士課程満期退学、81年「財務会計制度の展開」で経済学博士。1962年駒澤大学商経学部専任講師、63年助教授、65年経済学部助教授、教授。2001年定年、名誉教授。

## 著書
- 『新簿記要説』税務経理協会 1964
- 『財務会計制度の展開』森山書店 1980
- 『企業会計論』白桃書房 1983
- 『現代企業会計論』白桃書房 1994
- 『引当金会計制度の展開 日本引当金会計制度の研究』森山書店 1998

### 共編著
- 『現代財務諸表論』荒川邦寿共編著 日本評論社 経営会計全書 1975
- 『現代会計学 現代社会と企業会計』角瀬保雄、敷田禮二、成田修身、森章、山口孝共編 大月書店 1983
- 『現代会計講座 2 現代会計の制度構造』成田修身共編著 ミネルヴァ書房 1990
- 『現代会計・課題と展望』角瀬保雄共編著 ミネルヴァ書房 1993
- 『会計学』高山朋子, 近藤禎夫,根津文夫共著 森山書店 1998
- 『新世紀の企業会計論』新谷司,小栗崇資,徳前元信共著 白桃書房 2001